# Kazimierz Studniarski
Kazimierz Studniarski (ur. 1923 w Chełmie, zm. 4 grudnia 2012) – polski chemik, profesor Politechniki Łódzkiej.
W 1952 ukończył studia na Politechnice Łódzkiej. W 1959 roku uzyskał stopień doktora nauk technicznych, w 1968 stanowisko docenta, a w roku 1986 tytuł profesora nadzwyczajnego.
Był organizatorem i kierownikiem Katedry Technologii Garbarstwa, a następnie kierownikiem Zakładu Technologii Skóry w Instytucie Polimerów Politechniki Łódzkiej i dyrektorem  Instytutu Polimerów. Pełnił funkcję prodziekana, a następnie dziekana Wydziału Chemicznego Politechniki Łódzkiej.
Jego dorobek naukowy obejmuje m.in. 92 prace badawcze i 22 patenty. Wypromował trzech doktorów.